# 韦尼耶府

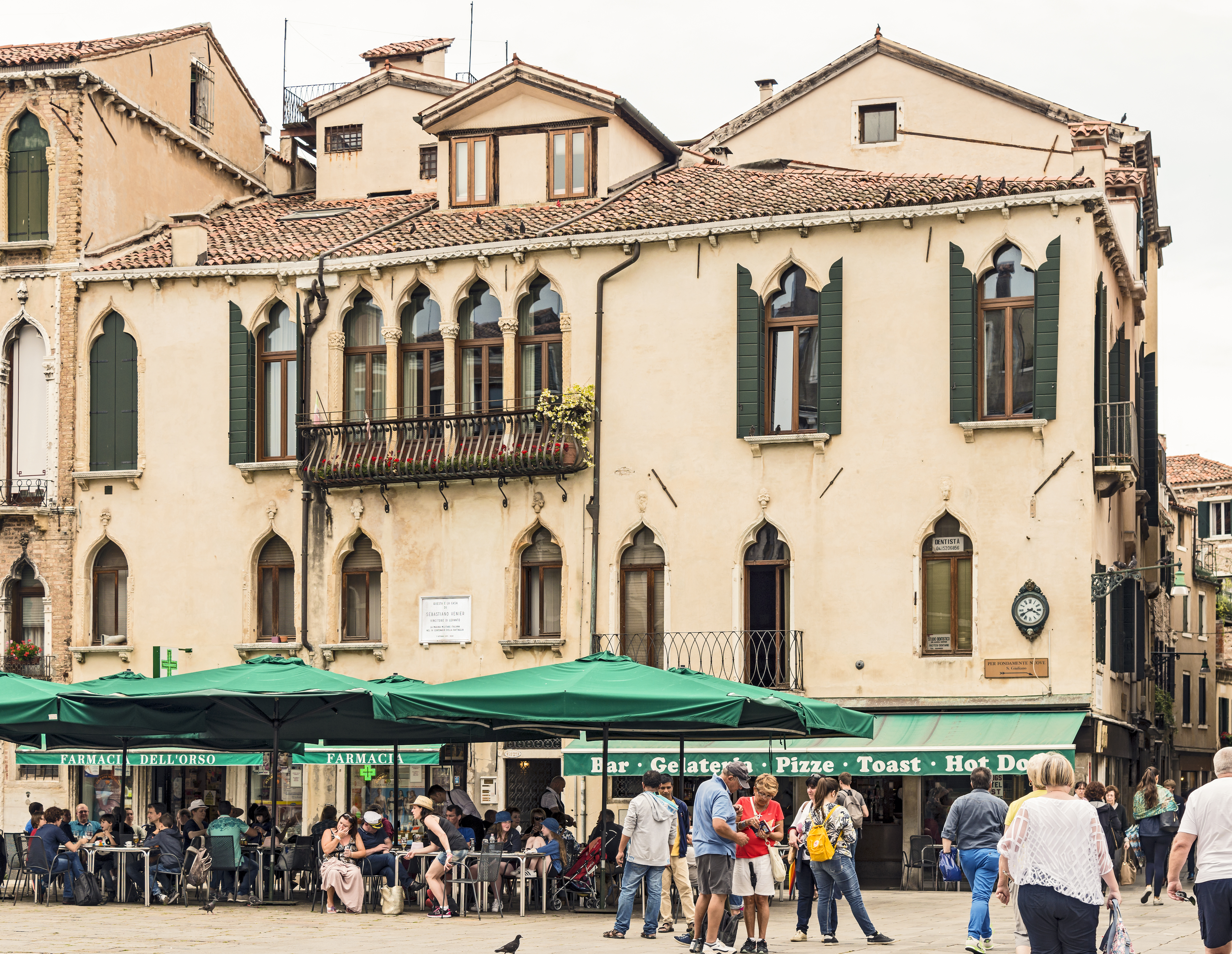
韦尼耶府

韦尼耶府（Casa Venier）是意大利威尼斯的一座小型哥特式建筑，位于城堡区的至美圣玛利亚广场的东北侧，毗邻多纳宫建筑群。

## 历史

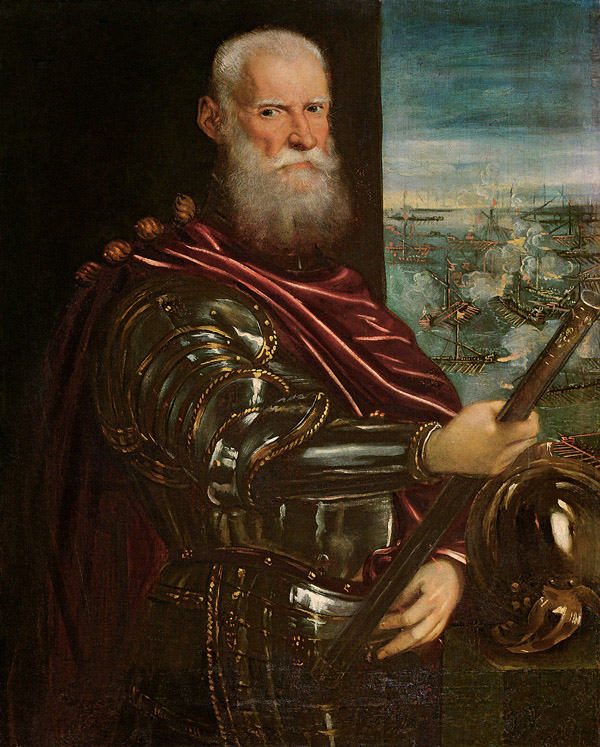
塞巴斯蒂亚诺·韦尼耶画像

这所房子建于15世纪，是塞巴斯蒂亚诺·韦尼耶公爵的出生地，他在1571年勒班陀战役期间领导威尼斯人。1971年，意大利海军在此树牌，纪念这位海军上将的诞生地。